# Syndyoceras
Syndyoceras cooki
Genre
Espèce
Syndyoceras  (qui signifie « à deux cornes reliées ») est un genre fossile de mammifères herbivores, qui vivait dans le centre des États-Unis au début du Miocène, durant l'Aquitanien, il y a environ entre 23 et 20 Ma (millions d'années).
Syndyoceras cooki est la seule espèce du genre Syndyoceras.

## Description
Syndyoceras possédait deux cornes frontales et deux cornes sur l'avant du museau, seul le mâle possédait ces cornes qui étaient, en réalité, des excroissances osseuses. Le mâle conservait ses cornes toute sa vie sans les renouveler. Syndyoceras possédait un pelage brun, sûrement de la même couleur que celui des Antilocapra americana d'aujourd'hui. Comme les cervidés actuels, le mâle vivait en solitaire protégeant le territoire tandis que les femelles broutaient en groupe. Ils s'accouplaient probablement au printemps pour mettre bas au début de l'été ; ils se nourrissaient exclusivement de végétaux tendres. Syndyoceras avait une taille au garrot de 1,5 mètre, une hauteur de 1 mètre et une masse de 60 kg. Il possédait également des sabots à doigts pairs.

## Époque et habitat

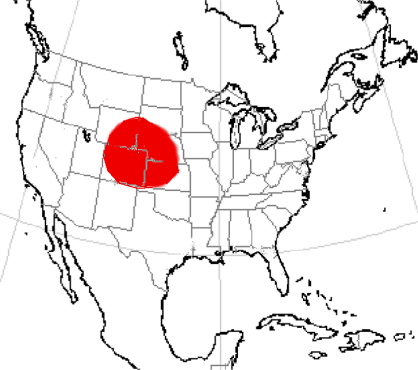
Répartition du genre Syndyoceras.

Syndyoceras vivait au début du Miocène inférieur, il y a environ de 23 à 20 millions d'années dans les grandes plaines américaines. Un territoire qui correspond aujourd'hui aux états du Wyoming et du Nebraska. 

## Espèces proches
- Protoceras, qui vivait dans l'actuel Dakota du Sud
- Synthetoceras, qui possédait, en plus de deux cornes frontales, une longue corne fourchue à l'avant du museau.